# Grylliscus
Grylliscus is een geslacht van rechtvleugeligen uit de familie krekels (Gryllidae). De wetenschappelijke naam van dit geslacht is voor het eerst geldig gepubliceerd in 1930 door Tarbinsky.

## Soorten
Het geslacht Grylliscus  is monotypisch en omvat slechts de volgende soort:
- Grylliscus gussakowski (Tarbinsky, 1930)